# Intership Navigation
Intership Navigation Co. Ltd. (ISN) ist eine Reederei mit Sitz in Limassol auf Zypern, die ein Mitglied der Hartmann-Gruppe in Leer, Deutschland, ist.

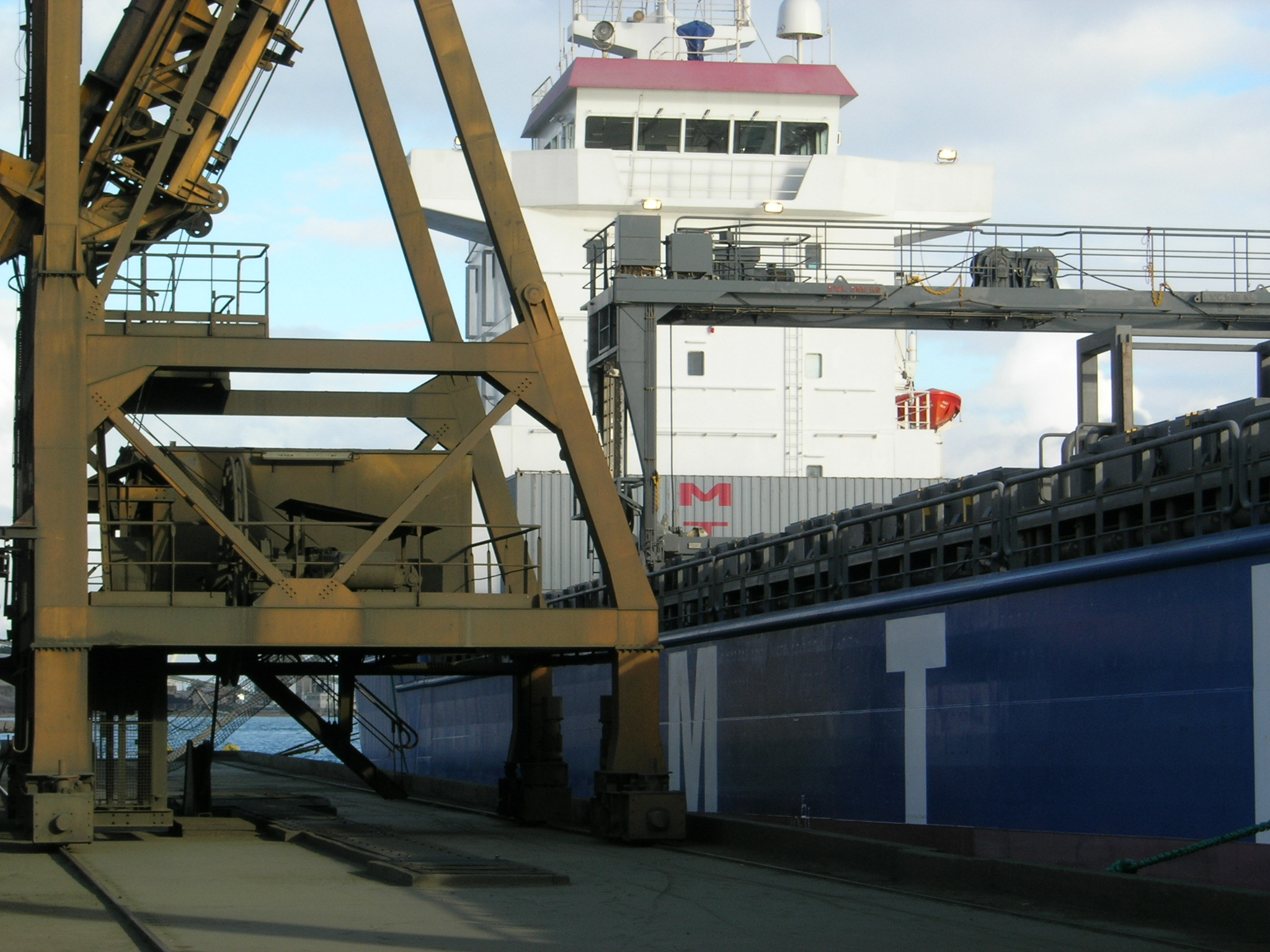
Vasadiep in Setúbal

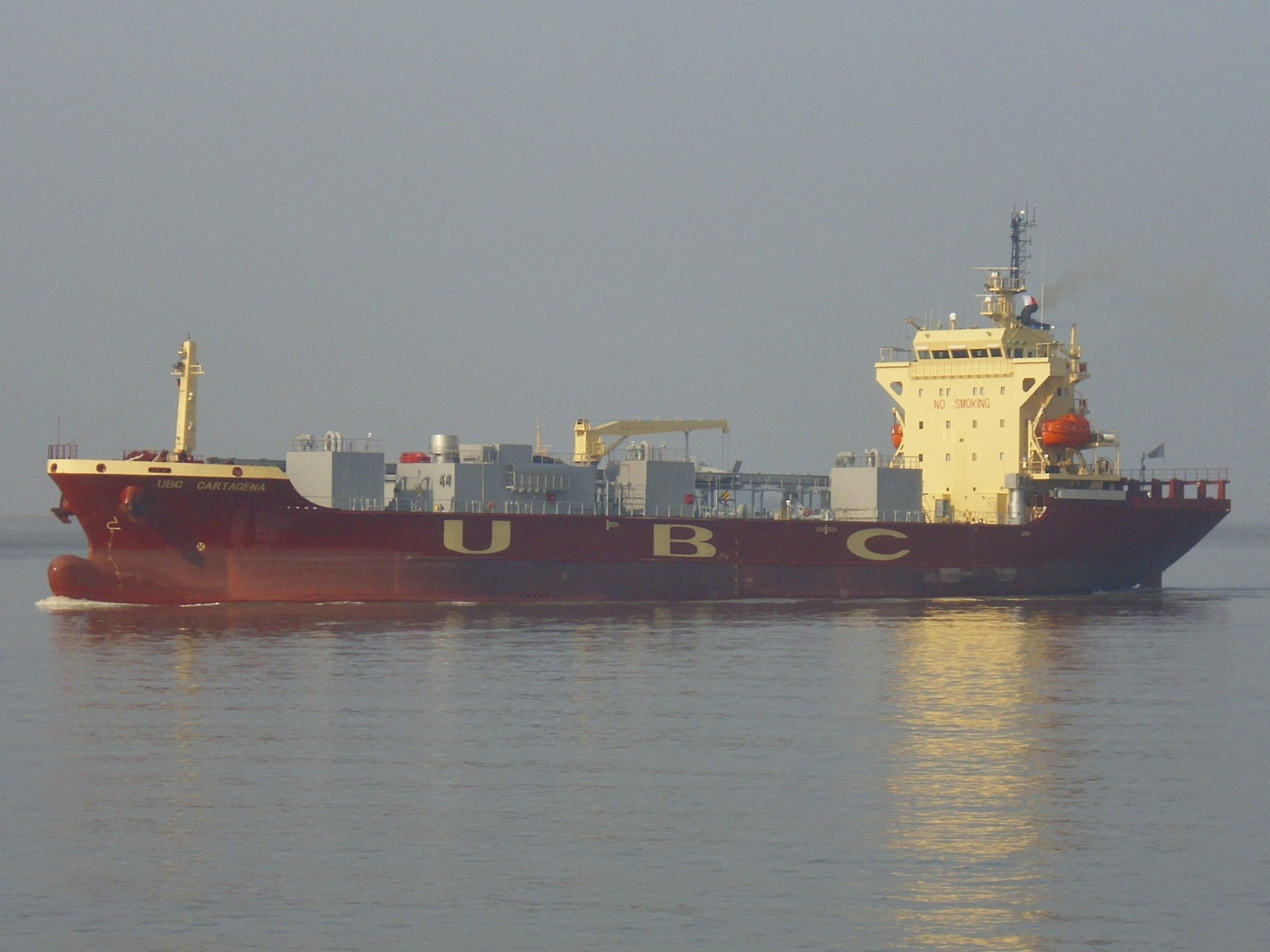
Zementfrachter UBC Cartagena

## Unternehmen
ISN wurde 1988 gegründet. Die Reederei bereedert eine Flotte von über 40 Schiffen, von denen die meisten Mehrzweck- und Massengutschiffe, sowie spezielle, pneumatische Zementfrachter sind. Darüber hinaus übernimmt ISN die Rekrutierung und Qualifizierung von Seeleuten für mehr als 100 weitere Schiffe aller Schiffstypen. Das Unternehmen, das von Dieter Rohdenburg und Evangelos Charalambous geführt wird, ist außerdem beratend tätig und führt Bauaufsichten durch.

## Standorte
Intership Navigation hat neben dem Unternehmenssitz in Limassol Niederlassungen in Australien, Kanada, Japan, den Philippinen, Polen und den USA.

## Crewing-Agenturen
Die Crewing-Agenturen sind Unternehmen der Hartmann-Gruppe
- Intership Navigation Training Center (ISNTC), Manila, Philippinen
- Associated Ship Management (ASM), Manila, Philippinen
- Hartmann Crew Consultants, Gdańsk und Szczecin, Polen

## Flotte
Die Flotte von ISN besteht aus 14 verschiedenen Schiffsklassen:
- A-Klasse
  - Augusta Unity
  - Augusta Mars
  - Augusta Sun
- B-Klasse
  - UBC Balboa
- S-Klasse
  - UBC Saiki
  - UBC Santa Maria
  - UBC Santos
  - Seattle
  - Santiago
- T-Klasse
  - UBC Tampico
  - UBC Tokyo
  - UBC Toronto
  - UBC Tampa
  - UBC Tarragona
  - UBC Tilburgy
- K-Klasse
  - Lancelot
  - Perciva
- Super A-Klasse
  - Seaboard Valparaiso
  - Seaboard Peru
  - Seaboard America
  - Aal Genoa
- Super-S-Klasse
  - UBC Sagunto
  - UBC Salaverry
- D-Diep-Klasse
  - Bugoe
  - Kalvoe
  - Karkloe
  - Kroksoe
  - Korsoe
- Laker-Klasse
  - Federal Alster
  - Federal Ruhr
  - Federal Mosel
- 8000er Zementklasse
  - UBC Cartagena
  - UBC Cork
- 15000er Zementklasse
  - UBC Canada
  - UBC Cyprus
  - UBC Chile